# Nordenskov
Nordenskov is een plaats in de Deense regio Zuid-Denemarken, gemeente Varde. De plaats telt 660 inwoners (2008).